# Chiesa di Sant'Agostino (Alà dei Sardi)
La chiesa di Sant'Agostino è un edificio religioso di Alà dei Sardi, intitolata al santo di Ippona, patrono del paese, ma dedicata alla Madonna del Rosario.
La chiesa fu edificata fra il 1880 e il 1961 al posto della vecchia chiesa di Santa Maria, risalente al 1619. La facciata dell'edificio è in granito, ed è arricchita da quattro statue di santi: San Pietro e San Paolo in basso; San Francesco e Sant’Agostino in alto. L'interno, a tre navate, custodisce un grande mosaico seicentesco raffigurante un'icona della Madonna del Rosario Archiviato il 12 gennaio 2018 in Internet Archive..